# Perizoma mordax
Perizoma mordax là một loài bướm đêm trong họ Geometridae.